# Lachnella
Lachnella es un género de hongos en la familia Niaceae. El género tiene una distribución amplia y contiene seis especies.